# Periscope
Periscope（ペリスコープ）は、アメリカ合衆国のTwitter社が運営していた、動画ライブ配信アプリである。

## 概要
Twitter社は2015年1月にPeriscope社を1.2億ドルで買収した。2015年3月26日にiOS版アプリがリリース。5月にはAndroid版もリリースされた。
Twitter社の公式アプリと連携し、タイムラインにライブ映像を提示することが可能。いわゆる投げ銭に相当する「スーパーハート」を購入し、ライブ配信者に送ることが可能であった。
Twitter社は2020年12月15日、Periscopeのサービスを2021年3月31日に終了すると発表した。同社によると、Periscopeで利用者の減少とコストの増加により、サービスが維持できなくなったことを理由としている。一方で、2016年12月にはTwitterアプリにライブ動画配信機能を追加され、Periscopeの機能の多くもTwitterアプリに統合されたことから、Twitterアプリでのライブ動画作成ツールの強化に専念できるとしている。